# Kolín (huyện)
Huyện Kolín (Okres Benešov trong tiếng Séc) là một huyện (okres) thuộc Vùng Trung Bohemia (Středočeský kraj) của Cộng hòa Séc. Huyện lỵ là Kolín.

## Các đô thị
Theo thứ tự là: Khu tự quản (thị xã) - tiểu khu (làng)
Barchovice -
Bečváry -
Bělušice -
Břežany I -
Břežany II -
Býchory -
Cerhenice -
Církvice -
Červené Pečky -
Český Brod -
Dobřichov -
Dolní Chvatliny -
Dománovice -
Doubravčice -
Drahobudice -
Grunta -
Horní Kruty -
Hradešín -
Chotutice -
Choťovice -
Chrášťany -
Jestřabí Lhota -
Kbel -
Klášterní Skalice -
Klučov -
Kolín -
Konárovice -
Kořenice -
Kouřim -
Krakovany -
Krupá -
Krychnov -
Křečhoř -
Kšely -
Libenice -
Libodřice -
Lipec -
Lošany -
Malotice -
Masojedy -
Mrzky -
Nebovidy -
Němčice -
Nová Ves I -
Ohaře -
Ovčáry -
Pašinka -
Pečky -
Plaňany -
Pňov-Předhradí -
Polepy -
Polní Chrčice -
Polní Voděrady -
Poříčany -
Přehvozdí -
Přistoupim - -
Přišimasy -
Radim -
Radovesnice I -
Radovesnice II -
Ratboř -
Ratenice -
Rostoklaty -
Skvrňov -
Starý Kolín -
Svojšice -
Tatce -
Tismice -
Toušice -
Třebovle -
Tři Dvory -
Tuchoraz -
Tuklaty -
Týnec nad Labem -
Uhlířská Lhota -
Veletov -
Velim -
Velký Osek -
Veltruby -
Vitice -
Volárna -
Vrátkov -
Vrbčany -
Zalešany -
Zásmuky -
Žabonosy -
Ždánice -
Žehuň -
Žiželice